# Жанаконыс (Аральский район)
Жанаконыс (каз. Жаңақоныс) — село в Аральском районе Кызылординской области Казахстана. Входит в состав Каратеренского сельского округа. Код КАТО — 433245300.

## Население
В 1999 году население села составляло 533 человека (283 мужчины и 250 женщин). По данным переписи 2009 года, в селе проживал 601 человек (316 мужчин и 285 женщин).